# 趙用賢
趙用賢（1535年—1596年），字汝師，號定宇，直隸蘇州府常熟縣民籍（今江蘇）常州府江阴县人，明朝政治人物。隆慶辛未進士。萬曆間官翰林院檢討，以諫言張居正“奪情”聞名。

## 生平
嘉靖三十七年（1558年）戊午應天府乡试第八十二名举人，隆慶五年（1571年）登辛未科會試第二十五名，三甲二十八名進士，選庶吉士。萬曆初年（1573年）授檢討。萬曆五年（1577年）因反對張居正居喪奪情，抗疏曰：「臣竊怪居正能以君臣之義效忠於數年，不能以父子之情少盡於一日。……國家設台諫以司法紀、任糾繩，乃今嘵嘵為輔臣請留，背公議而徇私情，蔑至性而創異論。臣愚竊懼士氣之日靡，國是之日淆也。」他與吳中行等五人一起受杖刑，革职为民，時稱“五賢”。用賢體胖，“肉潰落如掌，其妻臘而藏之”。
張居正死後，趙用賢被起用，十一年正月恢復原職，六月升右春坊右赞善兼简讨，十一月充经筵讲官，十三年九月升司经局洗马兼翰林院修撰，充大明会典纂修官，十四年正月补充经筵讲官，晋右庶子兼侍读，仍掌坊事，主考武舉，十五年二月升南京国子监祭酒，十七年八月升南京礼部右侍郎，十八年十二月改任礼部右侍郎兼翰林院侍读学士，二十年六月升左侍郎、仍兼翰林院侍读学士，教习庶吉士，二十一年七月改官吏部左侍郎、兼翰林院侍读学士，尋給假回籍。二十四年卒，賜祭葬，天啓初，贈太子少保、禮部尚書，諡文毅。《明史》有傳。

## 家族

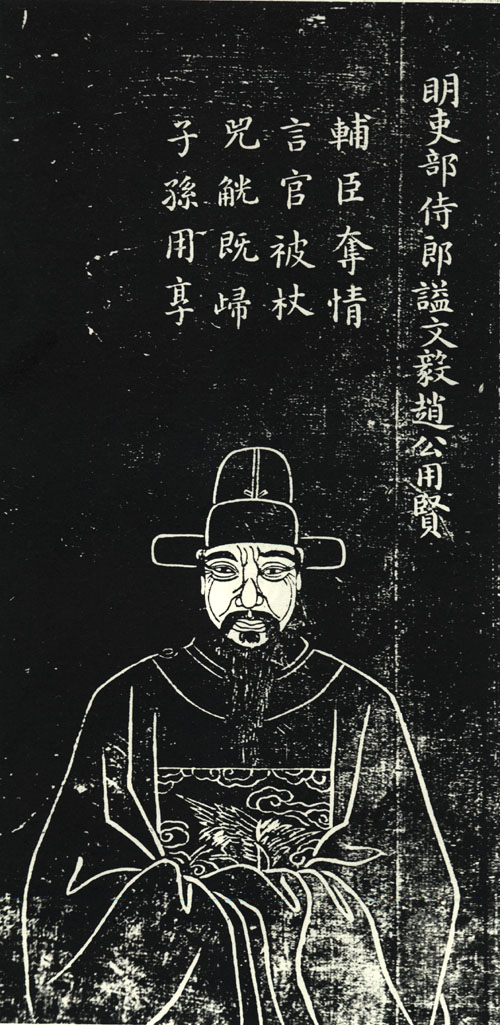
滄浪亭五百名賢像之趙用賢石刻像

曾祖趙實。祖父趙玭，累赠南京吏部郎中。父趙承謙，官廣東布政使司左參議。嫡母蕭氏，封宜人；生母张氏。慈侍下。兄趙懋、趙憲、趙愈。弟用賓、用貴、用貞。用賢愛好藏書，其子趙琦美，歷官刑部郎中，皆著名藏書家，有書房“脈望館”。孫趙士春，崇禎十年（1637年）探花，官翰林院編修；孫趙士錦，同榜二甲進士，官工部主事。曾孫趙世鐸，康熙戊辰進士。

## 延伸阅读
[在维基数据编辑]
 《國朝獻徵錄·卷之二十六》，出自焦竑《國朝獻徵錄》
 《明史卷二百二十九》，出自《明史》